# 가와와촌
가와와촌(河輪村)은 시즈오카현 나가카미군·하마나군에 속했던 촌이다. 현재의 하마마쓰시 미나미구 남동부에 해당한다.

## 역사
- 1889년 4월 1일 - 정촌제 시행에 의해 나가카미군 가와와촌이 성립하였다.
- 1896년 4월 1일 - 군 개편에 의해 가와와촌은 나가카미군에서 하마나군으로 변경되었다.
- 1951년 3월 23일 - 하마마쓰시에 편입해 동일 가와와촌은 폐지되었다.
- 2007년 4월 1일 - 하마마쓰시가 정령지정도시로 승격해 구촌은 미나미구가 되었다.
- 2024년 1월 1일 - 하마마쓰시의 행정구 재편에 수반해 구촌은 주오구가 되었다.

## 참고문헌
- 가도카와 일본 지명 대사전 22 静岡県
- 浜松市史 三